# Arcuphantes hibanus
Arcuphantes hibanus är en spindelart som beskrevs av Saito 1992. Arcuphantes hibanus ingår i släktet Arcuphantes och familjen täckvävarspindlar. Inga underarter finns listade i Catalogue of Life.